# Жоласар
Жоласар (каз. Жоласар) — село в Шардаринском районе Туркестанской области Казахстана. Входит в состав Коксуского сельского округа. Код КАТО — 516439400.

## Население
В 1999 году население села составляло 311 человек (157 мужчин и 154 женщины). По данным переписи 2009 года, в селе проживал 281 человек (142 мужчины и 139 женщин).